# Droga krajowa 26
Die Droga krajowa 26 (kurz DK26, pol. für ,Nationalstraße 26‘ bzw. ,Landesstraße 26‘) ist eine Landesstraße in Polen. Sie führt vom polnisch-deutschen Grenzübergang Krajnik Dolny bzw. Schwedt/Oder in östlicher Richtung über Chojna und Trzcińsko-Zdrój bis Myślibórz und stellt eine Verbindung zwischen den Landesstraßen 23 und 31 und der Schnellstraße S3 her. Die Gesamtlänge beträgt 52,3 km.

## Geschichte
Zwischen Krajnik Dolny und Chojna folgt die Landesstraße der ehemaligen Reichsstraße 166, die wenige Kilometer weiter südlich bei Sarbinowo endete. Zwischen Myślibórz und Renice folgt sie der ehemaligen Reichsstraße 112, die weiter nach Buchholz/Hohenkrug bei Stettin führte.
1985 wurde das polnische Straßennetz neu geordnet. Die bisherigen Staatsstraßen wurden in Landesstraßen umbenannt und neu nummeriert. Auf der Strecke der heutigen Landesstraße gab es drei Landesstraßen:
- die Landesstraße 123 von Chojna über Krajnik Dolny bis zur Staatsgrenze
- die Landesstraße 124 von Chojna nach Myślibórz
- die Landesstraße 129 von Myślibórz nach Renice

Mit der Reform der Nummerierung vom 9. Mai 2001 wurden die bisherigen sechs Landesstraßen zur neuen Landesstraße 26 zusammengefügt.

## Wichtige Ortschaften entlang der Strecke
- Krajnik Dolny
- Krzymów
- Chojna
- Trzcińsko-Zdrój
- Rów
- Myślibórz